# Prédateurs de Granby (LHSPQ)
Die Prédateurs de Granby (englisch Granby Predateurs) waren eine kanadische Eishockeymannschaft aus Granby, Québec. Das Team spielte von 1997 bis 2004 in der Québec Semi-Pro Hockey League.

## Geschichte
Das Franchise der 94 de Waterloo aus der Québec Semi-Pro Hockey League wurde 1997 nach Granby umgesiedelt und in Blitz de Granby umbenannt. Der Club füllte die Lücke, die durch die Umsiedlung der Prédateurs de Granby aus der kanadischen Juniorenliga QMJHL in der Stadt entstand. Nachdem die Mannschaft in ihren ersten beiden Spielzeiten die reguläre Saison auf dem zweiten Platz abgeschlossen hatte, belegte sie in den folgenden fünf Jahren immer entweder Rang fünf oder sechs. Insgesamt drei Mal konnte sich das Team für die Playoffs um die Coupe Futura qualifizieren, scheiterte jedoch 2000, 2002 und 2003 jeweils in der ersten Runde. 
Von 2002 bis 2004 spielte die Mannschaft unter dem Namen Prédateurs de Granby in Anlehnung an das QMJHL-Team, das sie bei ihrer Gründung ersetzt hatten. Als die Liga 2004 aufgrund der zunehmenden Professionalisierung ihrer Teilnehmer in Ligue Nord-Américaine de Hockey umbenannt wurde, stellte die Mannschaft ihren Spielbetrieb ein.

## Team-Rekorde

### Karriererekorde
Spiele: 194  Martin Duval
Tore: 131  Martin Duval
Assists: 227  Martin Duval
Punkte: 358  Martin Duval
Strafminuten: 454  Steve Armstrong

## Bekannte Spieler
- James Desmarais
- Chris Lyness